# Monumento Selig
O Monumento Selig é uma obra de arte pública do artista Brian Maughan. Ele está localizado à frente do estádio Miller Park, a oeste do centro de Milwaukee, Wisconsin. A escultura retrata Bud Selig, o ex- comissário de basebol e ex-proprietário da equipa de basebol Milwaukee Brewers. Foi inaugurado em 24 de agosto de 2010.